# Campeonato Mundial de Endurance da FIA de 2014
O Campeonato Mundial de Endurance da FIA de 2014 foi a terceira temporada do Campeonato Mundial de Endurance da FIA (em inglês: FIA World Endurance Championship), uma competição automobilística internacional organizada pela Federação Internacional de Automobilismo (FIA) e pelo Automobile Club de l'Ouest (ACO). O WEC, como também é conhecido, é destinado a protótipos desportivos (LMP) e carros de Gran Turismo (GT).
A temporada teve oito etapas, incluindo a 82ª edição das 24 Horas de Le Mans. O campenato começou com as 6 Horas de Silverstone, em abril, e terminou com as 6 Horas de São Paulo, em novembro.
Anthony Davidson e Sébastien Buemi, da Toyota, venceram o Campeonato Mundial de Pilotos, que é reservado aos competidores das classes LMP1 e LMP2. O Troféu de Pilotos de Equipes Privadas LMP1 ficou com Mathias Beche, Nick Heidfeld e Nicolas Prost. Já o russo Sergey Zlobin foi o vencedor do Troféu de Pilotos LMP2.
Reservada às classes LMGTE-Pro e LMGTE-Am, a Copa do Mundo de Pilotos GT foi vencida pelo italiano Gianmaria Bruni. Já a dupla David Heinemeier-Hansson e Kristian Poulsen conquistou o Troféu de Pilotos LMGTE-Am.
No Campeonato Mundial de Construtores, que é restrito aos fabricantes da classe LMP1, a Toyota foi a vencedora, com a Audi ficando em segundo e a Porsche em terceiro. Já na Copa do Mundo de Construtores GT, onde ambas as classes participam (LMGTE-Pro e LMGTE-Am), o vencedor foi a Ferrari, com a Porsche terminando em segundo e a Aston Martin em terceiro.
O troféu de melhor equipe privada ficou com a Rebellion Racing na LMP1, SMP Racing na LMP2, AF Corse na LMGTE-Pro e Aston Martin Racing na LMGTE-Am.

## Calendário
| Etapa  | Corrida                          | Circuito                          | Local                    | Data             |
| ------ | -------------------------------- | --------------------------------- | ------------------------ | ---------------- |
| 1      | 6 Horas de Silverstone           | Circuito de Silverstone           | Silverstone, Reino Unido | 20 de abril      |
| 2      | 6 Horas de Spa-Francorchamps     | Circuito de Spa-Francorchamps     | Spa, Bélgica             | 3 de maio        |
| 3      | 24 Horas de Le Mans              | Circuito de La Sarthe             | Le Mans, França          | 14 a 15 de junho |
| 4      | 6 Horas do Circuito das Américas | Circuito das Américas             | Austin, EUA              | 20 de setembro   |
| 5      | 6 Horas de Fuji                  | Fuji Speedway                     | Oyama, Japão             | 12 de outubro    |
| 6      | 6 Horas de Xangai                | Circuito Internacional de Xangai  | Xangai, China            | 2 de novembro    |
| 7      | 6 Horas do Bahrein               | Circuito Internacional do Bahrein | Sakhir, Bahrein          | 15 de novembro   |
| 8      | 6 Horas de São Paulo             | Autódromo José Carlos Pace        | São Paulo, Brasil        | 30 de novembro   |
| Fonte: |                                  |                                   |                          |                  |